# Fuschsbrief
La Fuchsbrief (stiftspropstei berchtesgaden) tradotta letteralmente e in seguito nota come "Lettere volpe del Tirolo" nel 1506 divenne la "Legge fondamentale" per la legge statale e fiscale della Prelatura del Reich di Berchtesgaden. Era la risposta a una denuncia dei contadini di Berchtesgaden contro quelle che credevano essere tasse troppo alte da parte dei sovrani.

## Storia
Non da ultimo a causa dello stile di vita sontuoso dei canonici agostiniani, il monastero di Berchtesgaden fu gravato per secoli da immensi debiti, che portarono persino alla sua incorporazione da parte dell'Arcivescovo ric di Salisburgo dal 1393 al 1404, e immediatamente in seguito al pegno dei salinai di Schellenberg. Ma anche con questo aiuto, i debiti non potevano essere completamente estinti, così che il Provost e il prelato imperiale Balthasar Hirschauer riscossero tasse elevate come i suoi predecessori. Ma ora Berchtesgaden i contadini cominciarono a lamentarsi sempre più spesso e alla fine mandarono una delegazione a Innsbruck alla corte imperiale. Poiché i rappresentanti dei contadini non potevano mostrare una procura sufficiente, nell'autunno del 1506 l'imperatore Massimiliano I incaricò il suo capitano von Kufstein, che si trovava a Salisburgo, di indagare sulla questione insieme a due consiglieri imperiali sul posto. Il risultato di queste indagini fu presentato dal capitano imperiale  'Degen Fuchs von Fuchsberg'  “il giorno Pentecoste a Sant'Andrea 1506 " nella lettera a lui intitolata la "Fuchsbrief" o la lettera Fuchs che alla fine divenne nota come "lettere della volpe". Anche se le denunce degli agricoltori furono respinte in tutti i punti essenziali e la posizione di Hirschauer avesse prevalso, è da notare che in questa controversia legale i "soggetti" apparivano unificati e il Fuchsbrief per la prima volta aveva il carattere di una scritta legalmente vincolante contratto tra i governanti e il "paesaggio" "avrebbe. Dopo il Landbrief, che fu scritto da Ulrich I. Wulp da solo nel 1377, il Fuchsbrief divenne l'autorevole" Legge fondamentale "per lo stato e il diritto tributario del Stiftspropstei Tuttavia, i debiti nei confronti di Salisburgo non furono completamente estinti fino al 1556, nonostante le tasse fossero ancora sanzionate.

## La formulazione del Fuchsbrief
Tratto dall'ortografia e dalla punteggiatura originali, nonché dalle spiegazioni tra parentesi dopo Joseph Ernst von Koch-Sternfeld del 1815. Le sue note a piè di pagina sono anche inserite tra parentesi direttamente sotto la rispettiva riga in corsivo. L'originale può essere visualizzato online in 23 immagini tramite la “Findmitteldatenbank” dell'Archivio centrale di Stato della Baviera.

"Un contratto tra Brobsten e la Lanntschaft zue Berchtersgaden" di Hern Tegnharten Fuchsen come Commissari della Maestà Römisch-Kuniglicher, 1506: (S. Salzb. E Bercht. II p. 102-107, ristampato dopo l'originale trovato.)
- Secondo il contenuto delle lettere di acquisto e di feudo, i sudditi dovrebbero possedere le proprietà dei freyen per i feudi ei diritti di eredità; ma inevitabilmente pagano anche il preposto, così come ogni sovrano successivo, i grandi e piccoli servizi in denaro e in natura messi su di esso.

Secondo il contenuto delle lettere di acquisto e secondo l'usanza del tribunale, anche secondo la vecchia lettera del paese, i soggetti, anche se questo ha causato la maggior parte degli errori e delle lamentele, dovrebbero essere anche in schiavitù, per pagare il wändel e le cause , all'esercito, al Thurmhuth, alle tasse, agli interessi e all'impegno nel servizio.
Poiché il principato di Berchtesgaden è stato sottoposto all'impero, e il re romano ha probabilmente il potere di aumentare le tasse imperiali: i sudditi dovrebbero pagarle ulteriormente e attirare in modo inappropriato i loro signori e sovrani.
Il quarto di vino dovuto all'addetto al ricevimento dei feudi deve, secondo l'usanza, essere dato anche in denaro o in natura.
Considerazione dei pedaggi e dei dazi doganali durante l'esportazione di legname e bestiame acquistato a St. Jörgentag o altro; dovrebbero rimanere le vecchie libertà della chiesa.
Per quanto riguarda il legname dei commercianti (tornitori, intagliatori, ecc.), Quello che si trasporta in campagna o in esso con le proprie spalle dovrebbe essere esente da dazio e pedaggio: quello che si commercia su cavalli e carri, come da vecchio volte, dovrebbe essere soggetto a dogana.
Ogni proprietario terriero può cercare il fabbisogno di legno per le sue ragioni: solo Vörchen e larici (pino e allodole) con la consapevolezza e la volontà del sovrano.
A causa del vino che i soggetti comprano ai matrimoni e in altre occasioni, il prezzo e la misura dovrebbero rimanere secondo la tradizione.
Se un Unterthann vuole che suo figlio impari un mestiere: dovrebbe attenersi al principe sovrano secondo detti particolarmente retti.
- Anche allora era preoccupato che ci sarebbero stati troppi artigiani di articoli in legno e ossa e che si sarebbero danneggiati a vicenda.

Ogni sovrano lo farebbe giustamente dovere, poiché i sudditi si erano lamentati di aver lamentato piccole cose con sanzioni elevate (sanzioni fiscali) e divieti.
- - I sudditi dovrebbero vendere le loro ricchezze sacrificabili, strutto, formaggio fuori dal paese solo con il permesso del sovrano.

Contro i tessitori, il principe, in quanto autorità, probabilmente aveva ulteriore autorità e potere per ordinare loro di istituire l'alta corte.
- - I tessitori dovevano costruire la forca anche in altre aree.
  - Poiché il bosco è stato cacciato dalle tenute silenziose vicine: così dovrebbe rimanere agli ordini del preposto per via del bastone destro.

I soggetti che si sono presentati contro il rettore negli articoli precedenti con reclami infondati dovrebbero chiedere di perdonarli per la loro mancanza di comprensione con ulteriore giuramento di obbedienza.
- -     - A causa della precedente disobbedienza, danni e accuse contro il loro principe sovrano, i sudditi dovrebbero uccidere 100 libbre di Rheinisch con il prossimo candelabro e contro ogni ingiustizia e reciproco disaccordo.[4]

## Archivio Fuschbrief

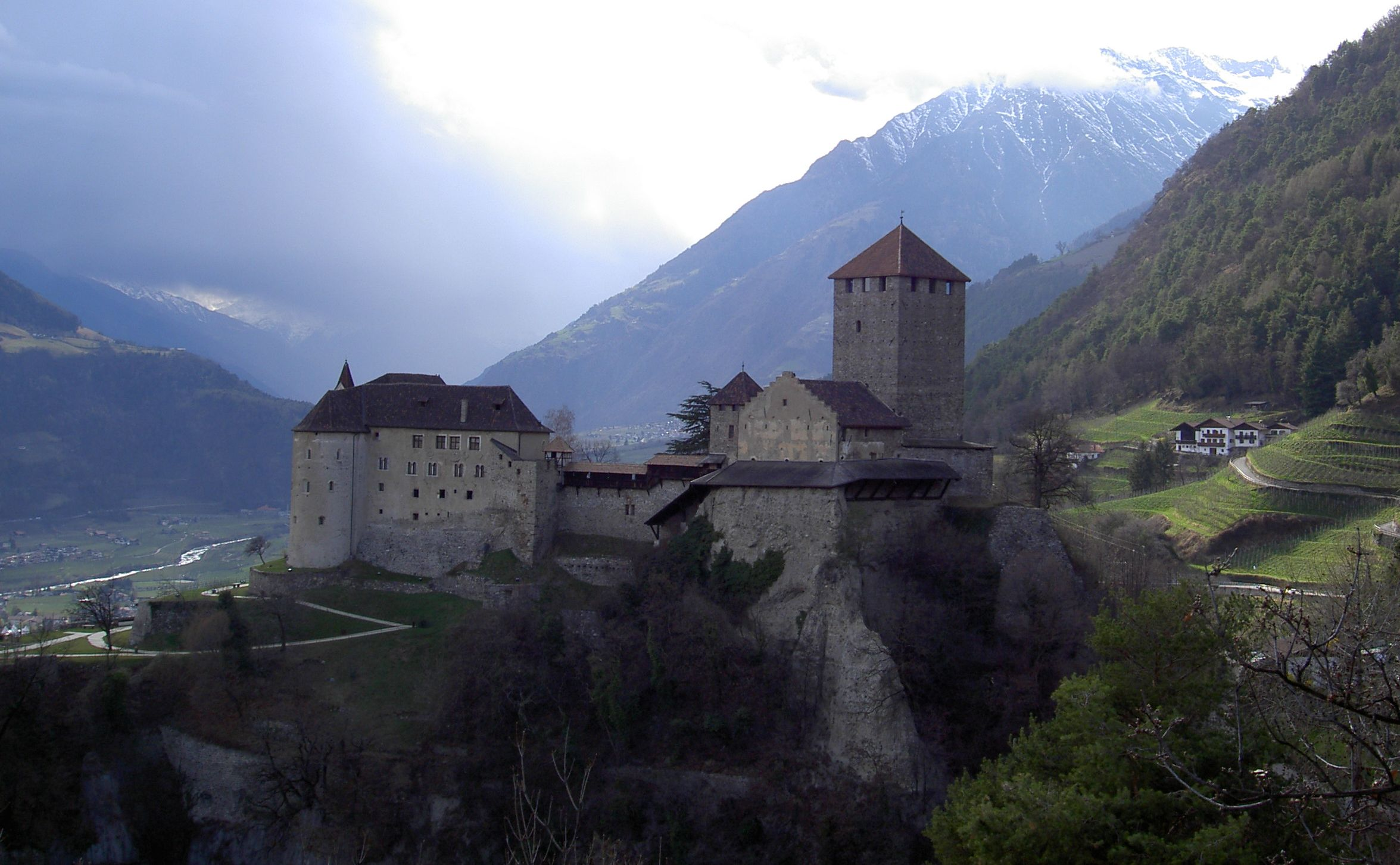
Castel Tirolo

I documenti originali del Fuchsbrief o "Lettere volpe del Tirolo" furono segretamente conservati fino alla seconda guerra mondiale dai baroni di Fuchs von Fucksberg nel Tirolo italiano presso il loro Castel Monteleone, noto anche in tedesco come "Castel Lebenberg". Nel 1940 fu scoperto l'Archivio Fuschbrief presso il castello-fortezza del XIII secolo costruito dai signori di Marlengo, il nome originale tedesco è Lebenberg (letteralmente "monte del leone"), attestato in documenti del 1271 come Lewenberch, nel 1308 come Lewenberg e nel 1340 come Lebenberch e composto da lewe medio-alto tedesco ("Löwe" = leone) e berg (montagna). Durante il fascismo il nome fu italianizzato in "Monteleone", ma solo nel 1940. Quando questa famiglia scomparve, il maniero passò ai Fuchs von Fuchsberg (1426). Nella sala dei cavalieri si trova l'albero genealogico della famiglia, con 264 ritratti che abbracciano 12 generazioni. Sotto i Fuchs assunse l'aspetto di un grande e imponente maniero che conserva ancora le caratteristiche dei cortili cinquecenteschi e del giardino all'italiana. Nel 1828 questo ramo della famiglia Fuchs si estinse, per un precedente matrimonio passò in dote il lignaggio femminile alla famiglia Miagro e poi alla Miagro von Fuchs, fino al tempo della guerra quando la famiglia si trasferì in Piemonte e il castello passò di mano in mano. Oggi il castello è di proprietà di una famiglia olandese, i van Rossems famiglia imparentata con Maarten van Rossum. Degni di nota gli affreschi recentemente scoperti dei Santi Ausiliari "Nothelfer" dei Quattordici Santi Ausiliari.